# Liste neuhebräischer Schriftsteller
Diese Liste enthält Schriftsteller, Autoren und Dichter, die in neuhebräischer Sprache schrieben oder schreiben.
Für hebräischsprachige Autoren des Mittelalters und der Frühneuzeit siehe Liste hebräischer Schriftsteller.

## A
- Yossi Abolafia (* 1944), israelischer Autor und Illustrator
- Dorit Abusch (* 1955), israelische Autorin
- Shimon Adaf (* 1972), israelischer Autor
- Suzane Adam (* 1952), israelische Autorin
- Uri Adelman (1958–2004), israelischer Autor
- Malka Adler (* 1945), israelische Autorin
- Meir Agassi (1947–1998), israelischer Autor und Lyriker
- Shmuel Yosef Agnon (1887–1970), Schriftsteller, Literaturnobelpreis 1966
- Leah Aini (* 1962), israelische Schriftstellerin und Dichterin
- Miriam Akavia (1927–2015), israelische Schriftstellerin
- Gila Almagor (* 1939), israelische Schriftstellerin
- Aharon Almog (1931–2021), israelischer Schriftsteller, Dramatiker und Lyriker
- Ruth Almog (* 1936), israelische Schriftstellerin
- Nissim Aloni (1926–1998), israelischer Dramatiker
- Schulamit Aloni (1928–2014), israelische Politikerin und Autorin
- Nathan Alterman (1910–1970), israelischer Lyriker und Journalist
- Yehuda Amichai (1924–2000), israelischer Lyriker
- Irit Amiel (1931–2021), polnisch-israelische Dichterin
- Aharon Amir (1923–2008), israelischer Autor und Übersetzer
- Eli Amir (* 1937), israelischer Schriftsteller
- Aharon Appelfeld (1932–2018), israelischer Schriftsteller und Lyriker
- Dan Armon (* 1948), israelischer Lyriker
- Schalom Asch (1880–1957)
- Tirza Atar (1941–1977), israelische Lyrikerin
- Rachel Auerbach (1903–1976), israelische Historikerin und Schriftstellerin
- Yemima Avidar-Tchernovitz (1909–1998), israelische Kinderbuchautorin
- David Avidan (1934–1995), israelischer Lyriker und Dramatiker
- Uri Avnery (1923–2018), israelischer Journalist und Schriftsteller
- S.K. Azoulay, israelischer Übersetzer

## B
- Nir Baram (* 1976), israelischer Autor und Journalist
- Asher Barash (1889–1952), israelischer Schriftsteller
- Benny Barbash (* 1951), israelischer Schriftsteller
- Dan Bar-On (1938–2008), israelischer Psychologe, Autor, Holocaust- und Friedensforscher
- Devorah Baron (1887–1956), israelische Schriftstellerin und Übersetzerin
- Chanoch Bartow (1926–2016), israelischer Autor
- Yehoshua Bar-Yosef (1912–1992), israelischer Schriftsteller
- Michael Bar-Zohar (* 1938), israelischer Historiker und Schriftsteller
- Yocheved Bat-Miriam (1901–1980), russisch-israelische Lyrikerin
- Chaim Be’er (* 1945), israelischer Autor
- Menahem Ben (* 1948), israelischer Journalist und Lyriker
- Dahn Ben-Amotz (1924–1989), israelischer Autor polnischer Herkunft
- Avraham Ben-Yitzhak (1883–1950), israelischer Lyriker
- Reuven Ben-Yosef (1937–2001), amerikanisch-israelischer Lyriker
- Elazar Benyoëtz (* 1937), deutsch-israelischer Aphoristiker und Lyriker
- Micha Josef Berdyczewski (1865–1921), ukrainischer Schriftsteller
- Tamar Bergman (1939–2016), israelische Schriftstellerin
- Isaac Dov Berkowitz (1885–1967), belarussisch-israelischer Schriftsteller
- Chaim Nachman Bialik (1873–1934), russischer Schriftsteller
- Emanuel Bin-Gorion (1903–1987), israelischer Schriftsteller
- Jossel Birstein (1920–2003), israelischer Schriftsteller
- Erez Biton (* 1942), israelischer Lyriker
- Sarah Blau (* 1973), israelische Schriftstellerin
- Rachel Bluwstein (1890–1931), hebräische Dichterin
- Shani Boianjiu (* 1987), israelische Autorin
- Ahron Bregman (* 1958), israelischer Autor
- Josef Chaim Brenner (1881–1921), ukrainischer Schriftsteller
- Martin Buber (1878–1965), österreich-israelischer Philosoph
- Oded Burla (1915–2009), israelischer Kinderbuchautor
- Dror Burstein (* 1970), israelischer Jurist; Lyriker und Schriftsteller

## C
- Daniella Carmi (* 1956), israelische Autorin
- T. Carmi (Carmi Charny) (1925–1994), israelischer Lyriker
- Orly Castel-Bloom (* 1960), israelische Autorin
- Amichai Chasson (* 1987), israelischer Lyriker

## D
- Jael Dajan (1939–2024), israelische Politikerin und Schriftstellerin
- Ramy Ditzanny (* 1950), israelischer Lyriker
- Lizzie Doron (* 1953), israelische Schriftstellerin
- Tomer Dotan-Dreyfus (* 1987), israelischer Schriftsteller

## E
- Raphael Eliaz (1905–1974), israelischer Schriftsteller
- Zohar Eitan (* 1955), Dichter und Komponist
- Amos Elon (1926–2009), Journalist und Schriftsteller
- Emuna Elon (* 1955), israelische Autorin

## F
- Yehiel Feiner (1909–2001), israelischer Schriftsteller
- Rokhl Feygenberg (1885–1972), israelische Schriftstellerin
- Jacob Fichman (1881–1958), israelischer Literaturkritiker und Lyriker/Essayist
- Naomi Frankel (1918–2009), israelische Schriftstellerin
- Roman Frister (1928–2015), polnisch-israelischer Journalist und Schriftsteller
- Simon Frug (1859–1916), jüdisch-russischer Dichter

## G
- Tomer Gardi (* 1974), israelischer Schriftsteller
- Assaf Gavron (* 1968), israelischer Schriftsteller
- Mordechai Geldman (1946–2021), israelischer Autor und Lyriker
- Mohammed Hamza Ghanayem (1957–2004), arabisch-israelischer Lyriker, Schriftsteller und Übersetzer
- Amir Gilboa (1917–1984), israelischer Schriftsteller
- Asher Hirsch Ginsberg (1856–1927), ukrainischer Essayist
- Roni Givati (1940–2014), israelische Schriftstellerin
- Uri Nissan Gnessin (1879–1913), ukrainischer Schriftsteller
- Shammai Golan (1933–2017), israelischer Schriftsteller
- Leah Goldberg (1911–1970), israelische Lyrikerin
- Haim Gouri (1923–2018), israelischer Journalist und Lyriker
- Uri Zvi Grinberg (Tur Malka) (1896–1981), israelischer Politiker und Schriftsteller
- David Grossman (* 1954), israelischer Schriftsteller
- Ayelet Gundar-Goshen (* 1982), israelische Schriftstellerin
- Batya Gur (1947–2005), israelische Schriftstellerin

## H
- Israel Hame’iri (* 1948), israelischer Schriftsteller und Dramatiker
- Nira Harel (* 1936), israelische Schriftstellerin
- Schulamith Hareven (1930–2003), israelische Autorin
- Schmuel Hasfari, israelischer Spieledesigner, Preisträger
- Chajim Hasas (1898–1973), israelischer Schriftsteller
- Corinna Hasofferett (1935–2022), israelische Schriftstellerin
- Amira Hass (* 1956), israelische Journalistin und Autorin
- Yael Hedaya (* 1964), israelische Journalistin und Autorin
- Amira Hess (* 1951), israelische Lyrikerin
- Yoel Hoffmann (1937–2023), israelischer Autor
- Shifra Horn (* 1951), israelische Autorin
- Yair Hurvitz (1941–1988), israelischer Lyriker

## I
- Naphtali Herz Imber (1856–1909), österreich-jüdischer Lyriker, Verfasser des Textes der israelischen Nationalhymne

## J
- Amnon Jacont (* 1948), israelischer Schriftsteller und Verleger
- Zvi Jagendorf (* 1936), israelischer Schriftsteller
- Abraham B. Jehoshua (1936–2022), israelischer Schriftsteller

## K
- Aharon Avraham Kabak (1880–1944), aus Litauen stammender, israelischer Schriftsteller
- Yehudit Kafri (* 1935), israelische Dichterin und Schriftstellerin
- Amalia Kahana-Carmon (* 1926), israelische Autorin
- Shlomo Kalo (1928–2014), israelischer Schriftsteller
- Armand Kaminka (1866–1950), Übersetzer und neuhebräischer Dichter
- Yoram Kaniuk (1930–2013), israelischer Schriftsteller und Journalist
- Israel Zwi Kanner (1907–1978), israelischer Rabbiner und Schriftsteller
- Sayed Kashua (* 1975), israelischer Schriftsteller
- Schmuel Katz (1914–2008), israelischer Schriftsteller und Journalist
- Jizchak Katzenelson (1886–1944), jiddisch-polnischer Lyriker und Dramatiker
- Amos Kenan (1927–2009), israelischer Autor
- Jehoschua Kenaz (1937–2020), israelischer Schriftsteller und Übersetzer
- Rivka Keren (* 1946), israelische Schriftstellerin
- Etgar Keret (* 1967), israelischer Schriftsteller
- Alona Kimhi (* 1966), israelische Schriftstellerin
- Levin Kipnis (1894–1990), israelischer Kinderbuchautor
- Ephraim Kishon (1924–2005), ungarisch-israelischer Schriftsteller und Autor
- Admiel Kosman (* 1957), israelischer Lyriker
- Abba Kovner (1918–1987), israelischer Schriftsteller und Lyriker

## L
- Jiří Mordechai Langer (1894–1943), jüdischer Schriftsteller
- Yitzhak Laor (* 1948), israelischer Schriftsteller
- Chaim Lapid (* 1948), israelischer Schriftsteller
- Schulamit Lapid (* 1934), israelische Schriftstellerin
- Yair Lapid (* 1963), israelischer Journalist und Autor
- Ron Leshem (* 1976), israelischer Schriftsteller und Autor
- Hanoch Levin (1943–1999), israelischer Dramatiker
- Savyon Liebrecht (* 1948), israelische Schriftstellerin
- Irit Linoor (* 1961), israelische Schriftstellerin

## M
- Salomon Mandelkern (1846–1902), russisch-jüdischer neuhebräischer Dichter, Übersetzer, Lexikograf, Rabbiner und Schriftsteller
- Abraham Mapu (1808–1867), Schöpfer des modernen hebräischen Romans
- Ronit Matalon (1959–2017), israelische Schriftstellerin
- Margalit Matitiahu (* 1935), israelische Dichterin
- Aharon Megged (1920–2016), israelischer Autor
- Sami Michael (1926–2024), israelischer Autor
- Dror Mishani (* 1975), israelischer Autor
- Erez Majerantz (Schriftsteller und Dramatiker)
- Zelda Schneurson Mishkovsky (1914–1984), israelische Lyrikerin
- Agi Mishol (* 1946), israelische Lyrikerin
- Pnina Moed Kass (* 1938), belgische/US-amerikanische/israelische Schriftstellerin
- Mendele Moicher Sforim (1836–1917), osteuropäischer Schriftsteller

## N
- Eshkol Nevo (* 1971)
- Pnina Navè-Levinson (1921–1998), deutsch-israelische Judaistin

## O
- Aliza Olmert (* 1946), israelische Schriftstellerin und Dramatikerin
- Hillel Omer (Ayin Hillel), (1926–1990), israelische Schriftstellerin
- Amir Or (* 1956), israelischer Lyriker und Übersetzer
- Ram Oren (* 1936), israelischer Autor
- Orit Arfa (* 1976 oder 1977), US-amerikanisch-israelische Buchautorin
- Dorit Orgad (* 1936), israelische Schriftstellerin
- Uri Orlev (1931–2022), israelischer Kinderbuchautor
- Yitzhak Orpaz-Auerbach (1923–2015), israelischer Schriftsteller
- Amos Oz (1939–2018), israelischer Schriftsteller

## P
- Dan Pagis (1930–1986), israelischer Lyriker und Lektor
- Alexander Penn (1906–1972), israelischer Lyriker
- Jizchok Leib Perez (1852–1915), polnischer Schriftsteller
- Elisha Porat (* 1938), israelischer Schriftsteller und Lyriker

## R
- Esther Raab (1894–1981), israelische Dichterin
- Ester Rabin (1887–l978), israelische Schriftstellerin
- Dorit Rabinyan (* 1972), israelische Schriftstellerin
- Dahlia Ravikovitch (1936–2005), israelische Lyrikerin
- Janice Rebibo (* 1950), israelische Lyrikerin
- Asher Reich (1937–2025), israelischer Schriftsteller
- Abraham Regelson (1896–1981), US-amerikanischer Autor und Lyriker
- Aharon Reuveni (1886–1971), israelischer Schriftsteller
- David Rokeah (1916–1985), israelischer Lyriker
- Tuvia Rübner (1924–2019), israelischer Lyriker und Literaturwissenschaftler

## S
- Rami Saari (* 1963), israelischer Lyriker
- Pinchas Sadeh (1929–1994), Schriftsteller und Lyriker
- Yishai Sarid (* 1965), israelischer Jurist und Schriftsteller
- Schin Schalom (1905–1990), israelischer Schriftsteller
- Mosche Schamir (1921–2004), israelischer Autor
- Mattitjahu Schoham (1893–1937), Lyriker und Dramatiker
- Nava Semel (1954–2017), israelische Schriftstellerin
- Aharon Shabtai (* 1939), israelischer Lyriker
- Yaakov Shabtai (1934–1981), israelischer Schriftsteller und Übersetzer
- Nathan Shaham (1925–2018), israelischer Schriftsteller
- David Shahar (1926–1997), israelischer Schriftsteller
- Gershon Shaked (1929–2006), israelischer Schriftsteller und Publizist
- Meir Shalev (1948–2023), israelischer Schriftsteller
- Zeruya Shalev (* 1959), israelische Schriftstellerin
- Amnon Shamosh (* 1929), israelischer Autor und Lyriker
- Avner Shats (* 1959), israelischer Schriftsteller
- Naomi Schemer (1930–2004), israelische Lyrikerin
- Tzur Shezaf (* 1959), israelischer Autor und Journalist
- David Shimoni (1891–1956), hebräischer Dichter
- Avraham Shlonsky (1900–1973), israelischer Lyriker und Verleger
- Mosche Smilansky (1874–1953), israelischer Schriftsteller
- Yizhar Smilansky (1916–2006), israelischer Schriftsteller
- Peretz Smolenskin (1842–1885), russischer Schriftsteller
- Michal Snunit (* 1940), israelische Schriftstellerin und Lyrikerin
- Jehoschua Sobol (* 1939), israelischer Schriftsteller und Dramatiker
- Nachum Sokolow (1859–1936), hebräischer Schriftsteller
- Ronny Someck (* 1951), israelischer Lyriker
- Jacob Steinberg (1887–1947), ukrainisch-israelischer Lyriker

## T
- Benjamin Tammuz (1919–1989), israelischer Schriftsteller
- Shaul Tchernichovsky (1875–1943), hebräischer Lyriker und Übersetzer
- Yona Tepper (* 1941), israelische Schriftstellerin
- Dan Tsalka (1936–2005), israelischer Schriftsteller
- Gadi Taub (* 1965), israelischer Historiker, Schriftsteller und politischer Kolumnist

## V
- David Vogel (1891–1944), russischer Schriftsteller und Lyriker

## W
- Yona Wallach (1944–1985), israelische Schriftstellerin
- Meir Wieseltier (1941–2023), israelischer Lyriker
- Manfred Winkler (1922–2014), israelischer Lyriker

## Y
- Zvi Yair (1915–2005), jüdischer Lyriker und Rabbiner
- Miriam Yalan-Shteklis (1900–1984), israelische Kinderbuchautorin
- Noa Yedlin (1975), israelische Schriftstellerin
- S. Yizhar (Yizhar Smilansky) (1916–2006), israelischer Schriftsteller
- Nathan Yonathan (1923–2004), israelischer Schriftsteller
- Avot Yeshurun (1904–1992), israelischer Lyriker

## Z
- Natan Zach (1930–2020), israelischer Lyriker
- Michal Zamir (* 1964), israelische Schriftstellerin
- Nurit Zarchi (* 1941), israelische Autorin und Lyrikerin
- Benny Ziffer (* 1953), israelischer Schriftsteller und Journalist
- Ouriel Zohar (* 1952), israelisch-französischer Schriftsteller und Übersetzer